# Jesse James
Jesse Woodson James (Kearney, 5 settembre 1847 – Saint Joseph, 3 aprile 1882) è stato un pistolero e criminale statunitense.
Famosissimo per la sua proverbiale mira, conobbe la vita dura e violenta del Missouri, stato di frontiera in piena guerra di secessione americana. Combatté con i confederati ma divenne tristemente famoso compiendo numerose rapine a banche e treni unionisti in Missouri, Kentucky, Iowa, Texas, Mississippi, Minnesota insieme al fratello Frank, i fratelli John, Cole, Jim e Robert Younger, William "Bloody" Anderson, i fratelli Ed e Clell Miller, William Clarke Quantrill, Archie Clement e Dave Pool. Divenne l'icona del rancore del Sud fino alla sua morte avvenuta per tradimento da parte di un neo-membro della sua banda, Robert Ford, nel 1882.

## Infanzia
Jesse James nacque il 5 settembre 1847 da Robert Sallee James e Zerelda Cole. Suo padre, Robert - un coltivatore di canapa e pastore battista, migrato nel Missouri dopo il matrimonio con Zerelda Cole - morì, dopo aver intrapreso un viaggio in California per esercitare il suo ministero fra i cercatori d'oro, quando Jesse aveva soltanto tre anni. Dopo la morte del marito Robert, Zerelda si risposò, una prima volta con Benjamin Simms, poi con un medico di nome Reuben Samuel. Dopo il loro matrimonio nel 1855, Samuel si trasferì nella casa di James. Jesse James aveva due fratelli: il fratello maggiore, Alexander Franklin "Frank" e una sorella minore, Susan James Lavenia.

## L'inizio della vita da bandito
Nella primavera del 1863 la milizia irregolare capitanata da William Clarke Quantrill si aggirava nella zona dove abitavano i James. Per questo motivo un'unità di soldati nordisti irruppe in casa James con la pretesa di sapere dove fosse Quantrill. Al loro arrivo Jesse James stava arando i campi con il dottor Samuel e ignoravano dove fosse Quantrill. I soldati presero il dottore dai campi e lo portarono presso un albero di gelso vicino al loro fienile. Gli misero una corda al collo e lo impiccarono a un ramo, allentando la presa un attimo prima di ucciderlo. Dopodiché gli ordinarono di rivelargli dove fossero i soldati di Quantrill. Lui non poteva dirlo per il semplice fatto che non lo sapeva. Ma non era ciò che volevano sentirsi dire i militari. Ripeterono l'atroce semi-impiccagione per altre tre volte, scorticandogli a sangue il collo con la corda. Nel frattempo altri militari spingevano su e giù per i filari di grano Jesse James, un ragazzo di soli quindici anni. Lo frustavano con delle funi e lo minacciavano con delle baionette, poi lo portarono all'albero di gelso per farlo assistere alle torture del patrigno.
Dopo aver finito di martoriare il dottor Samuel entrarono in casa, puntarono le armi sulla signora Cole e le chiesero dove fossero gli oppositori. La signora rispose che potevano anche ucciderla, ma non avrebbe mai rivelato loro dove fossero, dato che non lo sapeva. A queste parole il capo dei soldati nordisti prese il marito, lo portò fuori di casa e sparò un colpo in aria facendo credere di averlo ucciso. La signora rimase convinta di ciò per alcuni giorni, invece lo portarono con sé e lo rinchiusero in una prigione di Liberty. Una volta che i soldati si erano ritirati, Jesse mostrò i segni delle frustate alla madre, che scoppiò in lacrime. Jesse disse alla madre di non piangere, poiché si sarebbe unito ai miliziani di Quantrill, vendicando tutte queste violenze subite dalla sua famiglia. Successivamente anche la madre e la sorella sarebbero state arrestate dai soldati federali e recluse per diverso tempo in prigione dove avrebbero anche subito vari soprusi. L'anno seguente James si unì alla banda guerrigliera di Quantrill che operava di fatto contro l'Unione.
Alla fine della guerra civile, dopo la vittoria dell'Unione, Jesse James insieme alla sua banda rapinò svariate banche in numerosi Stati dell'Unione spingendosi fino al Mississippi. Riuscì a far deragliare un treno e rubare la cassetta porta valori. In questo modo Jesse voleva far vedere alla propria gente che la guerra non era finita e che si poteva continuare a combattere utilizzando modi e sistemi diversi. Durante le sue rapine in totale uccise dodici civili, oltre a svariati soldati nordisti. Per questo motivo l'esercito degli Stati Uniti tentò di catturarlo, senza tuttavia mai riuscirci.
L'inizio della fine per la banda viene storicamente fatto coincidere con il misero fallimento di una rapina a Northfield nel Minnesota, il 7 settembre 1876. La momentanea assenza di Jesse, sempre molto rigoroso nel pianificare gli assalti, ebbe come conseguenza che vari membri della banda si ubriacarono prima della rapina, perdendo la necessaria lucidità. Il seguito non fu migliore. il cassiere Joseph Lee Heywood, mentendo, affermò che la cassaforte era protetta da un congegno; nel frattempo gli abitanti della cittadina, insospettiti, si attrezzarono e quando alcuni banditi cercarono di allontanarli, altri, tra cui B. Richardson e l'ex sceriffo, capeggiarono la rivolta contro la banda. 
Dopo l'accaduto, il principale effetto furono le discussioni e le recriminazioni sulla responsabilità coi fratelli Younger e il conseguente e crescente dissidio.

## La banda
Anche se Jesse reclutava colpo per colpo i fuorilegge, sono considerati "membri storici":
- Jesse e il fratello Frank James
- I quattro fratelli Younger: Cole, Jim, John e Bob
- I fratelli Miller: Ed e Clell
- Charley e il fratello Robert "Bob" Ford

## L'assassinio

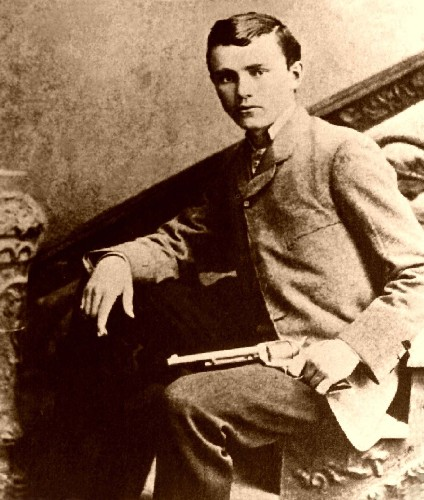
Robert Ford, colui che assassinò Jesse James il 3 aprile 1882

Il 3 aprile 1882, un lunedì dopo aver mangiato, Jesse James, Robert Ford, neo-membro della sua banda, e il fratello Charlie Ford, ormai a sua volta entrato nelle grazie di Jesse, erano in camera da letto. Era una mattina molto afosa e Jesse si tolse il cinturone con i due revolver, gettandoli sul letto e coprendoli con il cappotto; lo fece perché le finestre e le porte erano aperte per il caldo e non voleva che la gente che passava per strada si insospettisse troppo vedendolo armato anche in casa. Jesse, dopo essersi accorto che un quadro appeso al muro di casa sua era storto, salì su una sedia per raddrizzarlo.
I due fratelli, che erano alle sue spalle, ne approfittarono, dato che quella era l'unica occasione per poterlo uccidere: estrassero i revolver e li puntarono alle sue spalle, ma solo Robert Ford sparò un colpo, diretto alla nuca, utilizzando una Smith & Wesson Schofield calibro .45 nichelata e con manico in madreperla regalatagli dallo stesso Jesse. Pare che avesse ricevuto l'incarico dai Pinkerton, i più famosi detective dell'epoca e da tempo alla caccia del famoso bandito fino a quel momento inafferrabile. I fratelli Ford furono arrestati e rapidamente prosciolti, ma rimase l'avversione popolare contro di loro, in particolare contro il "codardo" Robert, che fu ucciso nel 1892.
Jesse James oggi riposa nel cimitero Mount Olivet di Kearney, Missouri.

## Jesse James nei media

### Cinema e televisione
- Jesse James (1927), regia di Lloyd Ingraham con Fred Thomson (Jesse James).
- Jess il bandito (Jesse James) (1939), regia di Henry King con Tyrone Power (Jesse James) e Henry Fonda (Frank James).
- Il vendicatore di Jess il bandito (The Return of Frank James) (1940), regia di Fritz Lang. Sequel del precedente sempre con Henry Fonda (Frank James).
- Ho ucciso Jess il bandito (I shot Jesse James) (1949), regia di Samuel Fuller, con Reed Hadley (Jesse) e Tom Tyler (Frank).
- I predoni del Kansas (Kansas Raiders) (1950), regia di Ray Enright, con Audie Murphy.
- La frusta di sangue (The Great Jesse James raid), regia di Reginald Le Borg, con Willard Parker.
- La vera storia di Jess il bandito (The True Story of Jesse James) (1957), regia di Nicholas Ray. Remake del film del 1939 con Robert Wagner (Jesse James).
- Arriva Jesse James (Alias Jesse James) (1959), regia di Norman Zenos McLeod, con Wendell Corey (Jesse James) e Jim Davis (Frank James).
- A Time for Dying (1969), regia di Budd Boetticher, interpretato, in un ruolo non principale, ancora da Audie Murphy.
- La banda di Jesse James (The Great Northfield Minnesota Raid) (1972), regia di Philip Kaufman, interpretato da Robert Duvall (Jesse) e John Pearce (Frank).
- Un altro uomo, un'altra donna (Un autre homme, une autre chance) (1977), regia di Claude Lelouch, interpretato da Christopher Lloyd (Jesse).
- I cavalieri dalle lunghe ombre (The Long Riders) (1980), regia di Walter Hill, interpretato da James Keach (Jesse) e Stacy Keach (Frank).
- Gli ultimi giorni di Frank & Jesse James (The Last Days of Frank and Jesse James) (1986), regia di William A. Graham, interpretato da Kris Kristofferson (Jesse) e Johnny Cash (Frank) - film TV
- Frank & Jesse (1995), regia di Roberto Boris, interpretato da Rob Lowe (Jesse) e Bill Paxton (Frank).
- Gli ultimi fuorilegge (American Outlaws), regia di Les Mayfield (2001), interpretato da Colin Farrell (Jesse).
- L'assassinio di Jesse James per mano del codardo Robert Ford (The Assassination of Jesse James by the Coward Robert Ford) (2007), regia di Andrew Dominik, interpretato da Brad Pitt (Jesse) e Sam Shepard (Frank).
- La banda dei fratelli James (American Bandits: Frank & Jesse James) (2011) con George Stults (Jesse), Jeffrey Combs e Peter Fonda.
- Nell'episodio Conseguenze (The Aftermath) della quarta stagione della serie televisiva La casa nella prateria vengono citati i fratelli Jesse James e Frank James.
- Viene citato da Mike Ehrmantraut, interpretato da Jonathan Banks, nel terzo episodio della quinta stagione di Breaking Bad.
- Il dodicesimo episodio della serie Timeless (serie televisiva) (2016) è dedicato a Jesse James con il titolo: "Jesse James e il vecchio West".

### Fumetti
- Jesse James ha una breve apparizione nei fumetti della Saga di Paperon de' Paperoni: all'inizio de Il cowboy delle Terre Maledette e in un flashback ispirato alla sopracitata storia in Zio Paperone - Il sogno di una vita.
- Jesse James compare in alcuni albi di Lucky Luke come antagonista. Umoristicamente (e forse parallelando Don Chisciotte) Jesse è rappresentato come un bandito che ha cominciato la sua carriera imitando Robin Hood, finché non ha notato che i poveri che arricchisce diventano ricchi da derubare.
  - Compare anche nella serie animata, compie un cameo ne Le nuove avventure di Lucky Luke e compare come personaggio importante nel film live action.
  - Nella serie animata I Dalton, la figura di Jesse James subisce una "retcon" con la presenza di un postino sul cui carro i Dalton decideranno di evadere che, a fine episodio, si licenzia per diventare un desperado, firmandosi come "Jesse James".
- A Jesse James è dedicato il numero speciale omonimo di Tex Willer del dicembre 2024

### Musica
- Just Like Jesse James, singolo di Cher (1988)
- Jesse James e Billy Kid, singolo dei Baustelle (2018)
- The Ballad of Jesse James, brano di Michael Martin Murphey (1993)
- Jesse James, brano del rapper Scarface contenuto in The Diary (1994)